# Vallaris indecora
Vallaris indecora là một loài thực vật có hoa trong họ La bố ma. Loài này được (Baill.) Tsiang & P.T.Li miêu tả khoa học đầu tiên năm 1973.